# Serie B 2021-2022
La Serie B 2021-2022 è stata la 90ª edizione del campionato italiano di calcio di Serie B, disputata tra il 20 agosto 2021 e il 6 maggio 2022 e conclusa con la vittoria del Lecce, al suo secondo titolo.
Capocannoniere del torneo è stato Massimo Coda (Lecce), che con 20 reti ha vinto la classifica dei marcatori con la maglia del Lecce per la seconda stagione consecutiva.

## Stagione

### Antefatti
Il 15 luglio 2021 il Consiglio Federale della FIGC ha estromesso il Chievo dal campionato di Serie B per inadempienze fiscali. La società veronese ha presentato ricorso presso il Collegio di Garanzia del CONI contro la decisione del Consiglio Federale della FIGC, ma il 26 luglio lo stesso ricorso è stato respinto. Il Chievo ha presentato, quindi, istanza cautelare monocratica presso il TAR del Lazio per impugnare la decisione del Collegio di Garanzia del CONI, ma anche questa è stata respinta. Il 3 agosto la FIGC ha riammesso il Cosenza al campionato di Serie B.

### Novità
A sostituire le retrocesse Reggiana, Pescara e Virtus Entella, dalla Serie C 2020-2021 sono state promosse il Como, di ritorno in Serie B dopo cinque stagioni d'assenza, il Perugia tornato dopo una stagione d'assenza, la Ternana dopo tre stagioni d'assenza e l'Alessandria tornata nella serie cadetta dopo 46 anni, da vincente dei play-off. L'altra retrocessa, il Cosenza, è stata riammessa in cadetteria in sostituzione del Chievo, non iscritto.
A sostituire le promosse Empoli, Salernitana e Venezia, dalla Serie A 2020-2021 sono retrocesse il Benevento e il Crotone, entrambe di ritorno in cadetteria dopo una stagione, e il Parma, tornato in Serie B dopo tre stagioni trascorse nella massima serie.
La regione più rappresentata in questa stagione è la Lombardia (Brescia, Como, Cremonese e Monza) con quattro squadre. Con tre squadre la Calabria (Crotone, Reggina e Cosenza). Con due squadre ciascuna ci sono il Veneto (Cittadella e L.R. Vicenza), Emilia-Romagna (Parma e SPAL) e Umbria (Perugia e Ternana); con una squadra Campania (Benevento), Friuli-Venezia Giulia (Pordenone), Lazio (Frosinone), Marche (Ascoli), Piemonte (Alessandria), Puglia (Lecce) e Toscana (Pisa).
Resta inalterato sia il numero delle promozioni (2 dirette e una dai play-off) sia quello delle retrocessioni (3 dirette e una dai play-out). Per quanto riguarda il regolamento dei play-off, come successo per l'edizione precedente, la terza classificata non disputerà gli spareggi se avrà un margine di vantaggio di 15 o più punti dalla quarta classificata. Per quanto concerne i play-out, lo spareggio tra la diciassettesima e la sedicesima classificata non si disputerà se il distacco sarà superiore ai 4 punti.
Dal punto di vista regolamentare, viene introdotto, per la prima volta in questa categoria, l'uso della tecnologia VAR.
La squadra detentrice del trofeo, vinto nella stagione 2020-2021, è l'Empoli.

### Avvenimenti

#### Girone d'andata
Alla fine del girone d'andata, la capolista è a sorpresa il Pisa, seguito dal Brescia e da un'altra sorpresa in positivo, la Cremonese. Bene anche Benevento, Lecce, Monza, Frosinone e Cittadella in zona play-off, così come le neopromosse Perugia, Ternana e Como, a metà classifica. Dopo un inizio ottimo, la Reggina cala a metà stagione, ritrovandosi a metà classifica. Negativo è, invece, il rendimento del L.R. Vicenza penultimo e partito con ben altre ambizioni. Deludono le retrocesse Parma e Crotone, soprattutto quest'ultimo, in zona retrocessione, mentre la SPAL non fa molto meglio. Chiude la classifica un'altra delusione, il Pordenone, in netto calo rispetto alle due precedenti stagioni.

#### Girone di ritorno
La lotta per la promozione diretta si rivela molto avvincente, con sei squadre in lizza fino alle ultime giornate: Lecce, Cremonese, Monza, Benevento, Brescia e Pisa. I primi verdetti arrivano dalla zona retrocessione: alla 35ª giornata è il Pordenone a retrocedere in Serie C con tre giornate d'anticipo e con soli 18 punti in totale, dopo tre stagioni passate in serie cadetta; alla giornata successiva è, invece, il Crotone a essere condannato alla retrocessione con due giornate di anticipo, nonostante la vittoria sulla Cremonese, a causa della vittoria in contemporanea del Cosenza sullo stesso Pordenone. I crotonesi diventano così la prima squadra a subire una doppia retrocessione consecutiva dalla Serie A alla Serie C dai tempi del Como nella stagione 2003-2004. Mentre Pisa, Brescia e Benevento calano, al termine della penultima giornata il Lecce è primo, con un punto di vantaggio sul Monza e due sulla Cremonese, divari che lasciano la strada per la promozione in Serie A ancora aperta per le tre compagini, con il Pisa che nutre ancora una tenue speranza di promozione diretta prima della giornata conclusiva. I verdetti sono emessi all'ultima giornata: vengono promosse in Serie A il Lecce, vincitore del torneo, tornato nella massima serie dopo due anni di assenza battendo il già retrocesso Pordenone, e la Cremonese, di ritorno in Serie A dopo ventisei anni grazie al successo contro il Como, mentre L.R. Vicenza e Cosenza evitano la retrocessione diretta, vincendo rispettivamente contro Alessandria e Cittadella e andando così ai play-out. Retrocede direttamente proprio l'Alessandria, di nuovo in terza serie dopo appena un anno. Come l'anno prima, il Monza perde la partita decisiva per la promozione diretta contro il Perugia, mentre il Frosinone perde in casa contro il Pisa, che conclude al terzo posto a pari merito con il Monza, ma sopra per gli scontri diretti a favore. Il Brescia, la sorpresa Ascoli, il Benevento (pur chiudendo con tre sconfitte consecutive) e il neopromosso Perugia, quest'ultimo a spese del Frosinone sconfitto (con cui gli umbri sono a pari punti, ma in vantaggio negli scontri diretti), si qualificano ai play-off, con Pisa e Monza che partono dalle semifinali.

#### Play-off e play-out

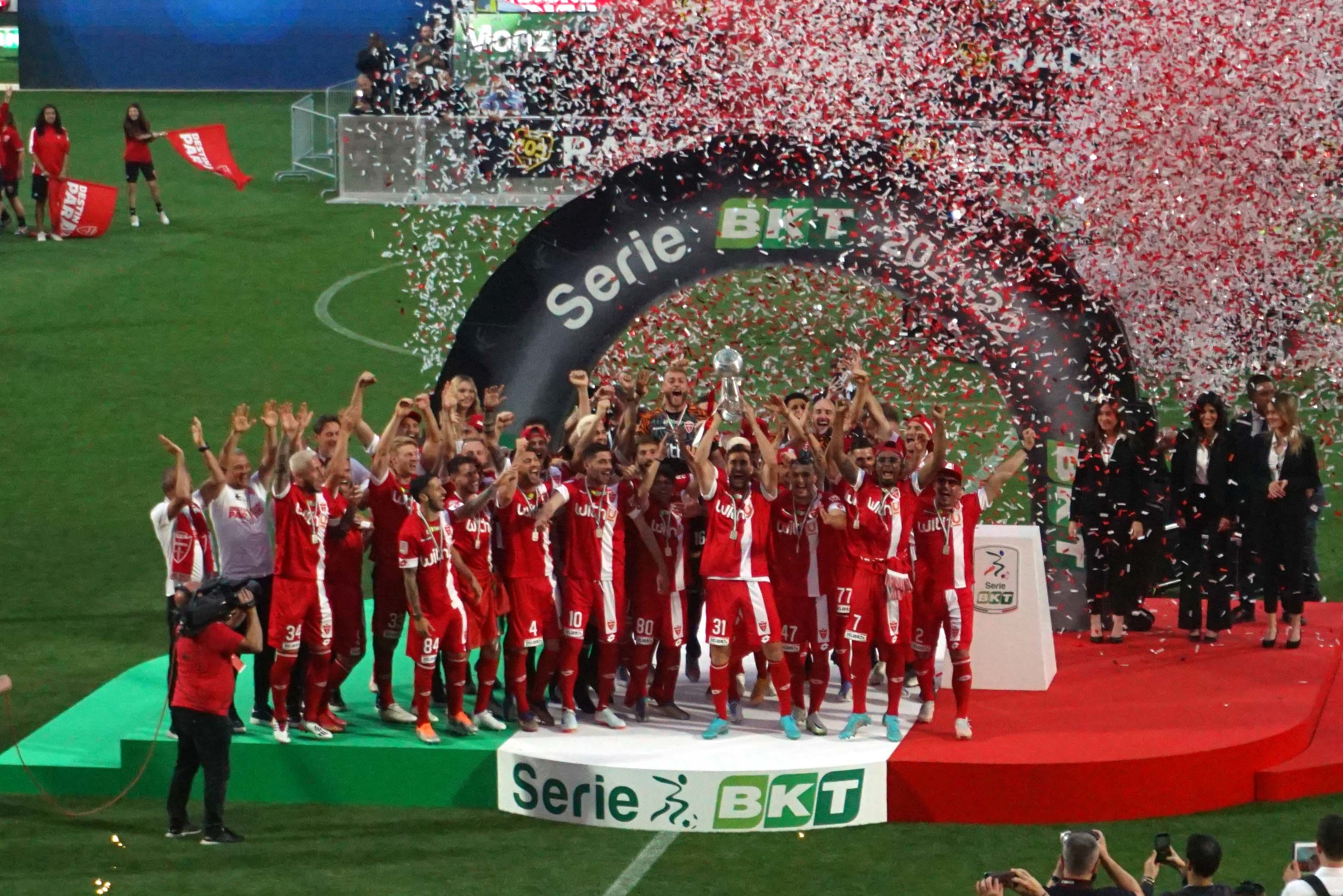
Il Monza premiato come vincitore dei play-off: per la squadra brianzola si tratta della prima promozione in Serie A della sua storia.

I turni preliminari dei play-off sono vinti dal Benevento, che sconfigge l'Ascoli, e dal Brescia, che batte il Perugia. Il Monza accede quindi in finale battendo due volte il Brescia, mentre il Pisa, grazie al migliore posizionamento in classifica rispetto al Benevento settimo, è la seconda finalista, dopo una vittoria di misura per parte nella seconda semifinale. L'andata della finale è vinta per 2-1 dal Monza, mentre il Pisa vince il ritorno per 3-2. Dato che le due finaliste hanno ottenuto lo stesso numero di punti in classifica nella stagione regolare, non viene promosso il Pisa, ma si va ai supplementari: il Monza riesce a ribaltare la gara, vincendo per 4-3, e il risultato complessivo di 6-4 permette ai biancorossi brianzoli di accedere per la prima volta alla Serie A. I play-out sono vinti dal Cosenza, con il L.R. Vicenza che retrocede dopo due anni.

### Calendario
Il campionato è iniziato venerdì 20 agosto 2021 con il primo anticipo del torneo, a cui sono seguite le altre partite in programma per sabato 21, domenica 22 agosto 2021. Erano previsti otto turni infrasettimanali, precisamente il 21 e 22 settembre, 27 e 28 ottobre, 30 novembre e 1º dicembre, 28 e 29 dicembre 2021, 1º e 2 marzo, 15 e 16 marzo, 5 e 6 aprile e 25 aprile 2022. Erano in programma inoltre due turni per il 26 dicembre 2021 e il 18 aprile 2022, giorni di Santo Stefano e Pasquetta. Erano previste quattro soste per le nazionali: il 4 e 5 settembre, 9 e 10 ottobre, 13 e 14 novembre 2021, 26 e 27 marzo 2022.
Successivamente, a causa di diversi casi riscontrati di giocatori positivi al COVID-19, i turni di campionato previsti per il 26 e 29 dicembre 2021 sono stati rinviati al 15 e 22 gennaio 2022 e sono stati aggiunti altri due turni infrasettimanali, svoltisi il 15 e 22 febbraio 2022.

## Squadre partecipanti
| Club         | Stagione | Città           | Stadio                                   | Stagione precedente                                        |
| ------------ | -------- | --------------- | ---------------------------------------- | ---------------------------------------------------------- |
| Alessandria  | dettagli | Alessandria     | Stadio Giuseppe Moccagatta               | 2º posto in Serie C/A, promosso dopo aver vinto i play-off |
| Ascoli       | dettagli | Ascoli Piceno   | Stadio Cino e Lillo Del Duca             | 16º posto in Serie B                                       |
| Benevento    | dettagli | Benevento       | Stadio Ciro Vigorito                     | 18º posto in Serie A, retrocesso                           |
| Brescia      | dettagli | Brescia         | Stadio Mario Rigamonti                   | 7º posto in Serie B                                        |
| Cittadella   | dettagli | Cittadella      | Stadio Piercesare Tombolato              | 6º posto in Serie B                                        |
| Como         | dettagli | Como            | Stadio Giuseppe Sinigaglia               | 1º posto in Serie C/A, promosso                            |
| Cosenza      | dettagli | Cosenza         | Stadio San Vito-Gigi Marulla             | 17º posto in Serie B, riammesso                            |
| Cremonese    | dettagli | Cremona         | Stadio Giovanni Zini                     | 13º posto in Serie B                                       |
| Crotone      | dettagli | Crotone         | Stadio Ezio Scida                        | 19º posto in Serie A, retrocesso                           |
| Frosinone    | dettagli | Frosinone       | Stadio Benito Stirpe                     | 10º posto in Serie B                                       |
| Lecce        | dettagli | Lecce           | Stadio Via del mare                      | 4º posto in Serie B                                        |
| L.R. Vicenza | dettagli | Vicenza         | Stadio Romeo Menti                       | 12º posto in Serie B                                       |
| Monza        | dettagli | Monza           | Stadio Brianteo                          | 3º posto in Serie B                                        |
| Parma        | dettagli | Parma           | Stadio Ennio Tardini                     | 20º posto in Serie A, retrocesso                           |
| Perugia      | dettagli | Perugia         | Stadio Renato Curi                       | 1º posto in Serie C/B, promosso                            |
| Pisa         | dettagli | Pisa            | Stadio Romeo Anconetani                  | 14º posto in Serie B                                       |
| Pordenone    | dettagli | Pordenone       | Stadio Guido Teghil (Lignano Sabbiadoro) | 15º posto in Serie B                                       |
| Reggina      | dettagli | Reggio Calabria | Stadio Oreste Granillo                   | 11º posto in Serie B                                       |
| SPAL         | dettagli | Ferrara         | Stadio Paolo Mazza                       | 9º posto in Serie B                                        |
| Ternana      | dettagli | Terni           | Stadio Libero Liberati                   | 1º posto in Serie C/C, promossa                            |

## Allenatori e primatisti
| Squadra      | Allenatore                                                                                 | Giocatore più presente (tra parentesi il numero delle presenze) | Capocannoniere (tra parentesi il numero dei gol segnati) |
| ------------ | ------------------------------------------------------------------------------------------ | --------------------------------------------------------------- | -------------------------------------------------------- |
| Alessandria  | Moreno Longo                                                                               | Matteo Pisseri (37)                                             | Simone Corazza (12)                                      |
| Ascoli       | Andrea Sottil                                                                              | Nicola Leali, Soufiane Bidaoui (36)                             | Federico Dionisi (9)                                     |
| Benevento    | Fabio Caserta                                                                              | Gennaro Acampora (37)                                           | Gianluca Lapadula (11)                                   |
| Brescia      | Filippo Inzaghi (1ª-31ª) Eugenio Corini (32ª-38ª e play-off)                               | Stefano Moreo, Mattéo Tramoni (38)                              | Stefano Moreo (9)                                        |
| Cittadella   | Edoardo Gorini                                                                             | Mirko Antonucci, Alessio Vita (36)                              | Enrico Baldini (10)                                      |
| Como         | Giacomo Gattuso                                                                            | Alessandro Bellemo (37)                                         | Alberto Cerri (10)                                       |
| Cosenza      | Marco Zaffaroni (1ª-16ª) Roberto Occhiuzzi (17ª-23ª) Pierpaolo Bisoli (24ª-38ª e play-out) | Giuseppe Caso (37)                                              | Joaquín Larrivey (6)                                     |
| Cremonese    | Fabio Pecchia                                                                              | Marco Carnesecchi, Luca Zanimacchia (36)                        | Cristian Buonaiuto, Daniel Ciofani, Luca Zanimacchia (8) |
| Crotone      | Francesco Modesto (1ª-10ª) Pasquale Marino (11ª-17ª) Francesco Modesto (18ª-38ª)           | Mirko Marić (36)                                                | Mirko Marić (11)                                         |
| Frosinone    | Fabio Grosso                                                                               | Daniel Boloca (36)                                              | Gabriel Charpentier (10)                                 |
| Lecce        | Marco Baroni                                                                               | Morten Hjulmand, Fabio Lucioni (37)                             | Massimo Coda (20)                                        |
| L.R. Vicenza | Domenico Di Carlo (1ª-5ª) Cristian Brocchi (6ª-34ª) Francesco Baldini (35ª-38ª e play-out) | Nicola Dalmonte, Loris Zonta (34)                               | Davide Diaw (7)                                          |
| Monza        | Giovanni Stroppa                                                                           | Michele Di Gregorio (37)                                        | Dany Mota (11)                                           |
| Parma        | Enzo Maresca (1ª-13ª) Giuseppe Iachini (14ª-38ª)                                           | Stanko Jurić (36)                                               | Franco Vázquez (14)                                      |
| Perugia      | Massimiliano Alvini                                                                        | Leandro Chichizola (38)                                         | Manuel De Luca (10)                                      |
| Pisa         | Luca D'Angelo                                                                              | Maxime Leverbe (37)                                             | George Pușcaș (8)                                        |
| Pordenone    | Massimo Paci (1ª-2ª) Massimo Rastelli (3ª-8ª) Bruno Tedino (9ª-38ª)                        | Nicolò Cambiaghi (36)                                           | Nicolò Cambiaghi (7)                                     |
| Reggina      | Alfredo Aglietti (1ª-17ª) Domenico Toscano (18ª-20ª) Roberto Stellone (21ª-38ª)            | Lorenzo Crisetig (36)                                           | Andrej Gălăbinov (9)                                     |
| SPAL         | Josep Clotet Ruiz (1ª-18ª) Roberto Venturato (19ª-38ª)                                     | Salvatore Esposito (35)                                         | Lorenzo Colombo, Marco Mancosu (6)                       |
| Ternana      | Cristiano Lucarelli                                                                        | Antony Iannarilli (36)                                          | Alfredo Donnarumma (14)                                  |

## Classifica finale
|  | Pos. | Squadra      | Pt | G  | V  | N  | P  | GF | GS | DR  |
|  | ---- | ------------ | -- | -- | -- | -- | -- | -- | -- | --- |
|  | 1.   | Lecce        | 71 | 38 | 19 | 14 | 5  | 59 | 31 | +28 |
|  | 2.   | Cremonese    | 69 | 38 | 20 | 9  | 9  | 57 | 39 | +18 |
|  | 3.   | Pisa         | 67 | 38 | 18 | 13 | 7  | 48 | 35 | +13 |
|  | 4.   | Monza        | 67 | 38 | 19 | 10 | 9  | 60 | 38 | +22 |
|  | 5.   | Brescia      | 66 | 38 | 17 | 15 | 6  | 55 | 35 | +20 |
|  | 6.   | Ascoli       | 65 | 38 | 19 | 8  | 11 | 52 | 42 | +10 |
|  | 7.   | Benevento    | 63 | 38 | 18 | 9  | 11 | 62 | 39 | +23 |
|  | 8.   | Perugia      | 58 | 38 | 14 | 16 | 8  | 40 | 32 | +8  |
|  | 9.   | Frosinone    | 58 | 38 | 15 | 13 | 10 | 58 | 45 | +13 |
|  | 10.  | Ternana      | 54 | 38 | 15 | 9  | 14 | 58 | 61 | -3  |
|  | 11.  | Cittadella   | 52 | 38 | 13 | 13 | 12 | 38 | 36 | +2  |
|  | 12.  | Parma        | 49 | 38 | 11 | 16 | 11 | 48 | 43 | +5  |
|  | 13.  | Como         | 47 | 38 | 11 | 14 | 13 | 49 | 54 | -5  |
|  | 14.  | Reggina (-2) | 46 | 38 | 13 | 9  | 16 | 31 | 49 | -18 |
|  | 15.  | SPAL         | 42 | 38 | 9  | 15 | 14 | 46 | 54 | -8  |
|  | 16.  | Cosenza      | 35 | 38 | 8  | 11 | 19 | 36 | 59 | -23 |
|  | 17.  | L.R. Vicenza | 34 | 38 | 9  | 7  | 22 | 38 | 59 | -21 |
|  | 18.  | Alessandria  | 34 | 38 | 8  | 10 | 20 | 37 | 59 | -22 |
|  | 19.  | Crotone      | 26 | 38 | 4  | 14 | 20 | 41 | 61 | -20 |
|  | 20.  | Pordenone    | 18 | 38 | 3  | 9  | 26 | 29 | 71 | -42 |

      Promossi in Serie A 2022-2023.
  Ammessi ai play-off o ai play-out.
      Retrocessi in Serie C 2022-2023
Tre punti per la vittoria, uno per il pareggio, zero per la sconfitta.
In caso di arrivo di due o più squadre a pari punti, la graduatoria verrà stilata secondo la classifica avulsa tra le squadre interessate che prevede, in ordine, i seguenti criteri:
- Punti negli scontri diretti.
- Differenza reti negli scontri diretti.
- Differenza reti generale.
- Reti realizzate in generale.
- Sorteggio.

Note:
La Reggina ha scontato 2 punti di penalizzazione.

### Squadra campione
| Formazione tipo (4-3-3) | Giocatori (presenze)      |
| --- | ------------------------- |
| Gabriel Gendrey Lucioni Tuia Gallo Majer Hjulmand Gargiulo Strefezza Coda Di Mariano | Gabriel (31)              |
| Gabriel Gendrey Lucioni Tuia Gallo Majer Hjulmand Gargiulo Strefezza Coda Di Mariano | Valentin Gendrey (29)     |
| Gabriel Gendrey Lucioni Tuia Gallo Majer Hjulmand Gargiulo Strefezza Coda Di Mariano | Fabio Lucioni (37)        |
| Gabriel Gendrey Lucioni Tuia Gallo Majer Hjulmand Gargiulo Strefezza Coda Di Mariano | Alessandro Tuia (19)      |
| Gabriel Gendrey Lucioni Tuia Gallo Majer Hjulmand Gargiulo Strefezza Coda Di Mariano | Antonino Gallo (26)       |
| Gabriel Gendrey Lucioni Tuia Gallo Majer Hjulmand Gargiulo Strefezza Coda Di Mariano | Žan Majer (24)            |
| Gabriel Gendrey Lucioni Tuia Gallo Majer Hjulmand Gargiulo Strefezza Coda Di Mariano | Morten Hjulmand (37)      |
| Gabriel Gendrey Lucioni Tuia Gallo Majer Hjulmand Gargiulo Strefezza Coda Di Mariano | Mario Gargiulo (32)       |
| Gabriel Gendrey Lucioni Tuia Gallo Majer Hjulmand Gargiulo Strefezza Coda Di Mariano | Gabriel Strefezza (35)    |
| Gabriel Gendrey Lucioni Tuia Gallo Majer Hjulmand Gargiulo Strefezza Coda Di Mariano | Massimo Coda (36)         |
| Gabriel Gendrey Lucioni Tuia Gallo Majer Hjulmand Gargiulo Strefezza Coda Di Mariano | Francesco Di Mariano (29) |
| Gabriel Gendrey Lucioni Tuia Gallo Majer Hjulmand Gargiulo Strefezza Coda Di Mariano | Allenatore: Marco Baroni  |
| Altri giocatori: Arturo Calabresi (31), Alexis Blin (26), Þórir Jóhann Helgason (25), Pablo Rodríguez (25), Marcin Listkowski (23), Antonio Barreca (22), John Björkengren (22), Marco Olivieri (18), Kastriot Dermaku (15), Antonino Ragusa (15), Paolo Faragò (8), Biagio Meccariello (8), Luca Paganini (7), Lorenco Šimić (7), Raúl Asencio (5), Marco Bleve (5), Alessandro Plizzari (3), Brayan Vera (2), Brynjar Ingi Bjarnason (1). |                           |

## Risultati

### Tabellone
Ogni riga indica i risultati casalinghi della squadra segnata a inizio della riga, contro le squadre segnate colonna per colonna (che invece avranno giocato l'incontro in trasferta). Al contrario, leggendo la colonna di una squadra si avranno i risultati ottenuti dalla stessa in trasferta, contro le squadre segnate in ogni riga, che invece avranno giocato l'incontro in casa.
|              | ALE  | ASC  | BEN  | BRE  | CIT  | COM  | COS  | CRE  | CRO  | FRO  | LEC  | LRV  | MON  | PAR  | PER  | PIS  | POR  | REG  | SPA  | TER  |
| ------------ | ---- | ---- | ---- | ---- | ---- | ---- | ---- | ---- | ---- | ---- | ---- | ---- | ---- | ---- | ---- | ---- | ---- | ---- | ---- | ---- |
| Alessandria  | –––– | 1-3  | 2-0  | 1-3  | 0-1  | 1-1  | 1-0  | 1-0  | 1-0  | 1-1  | 1-1  | 0-1  | 0-3  | 0-2  | 1-2  | 1-1  | 2-0  | 0-0  | 2-2  | 0-2  |
| Ascoli       | 3-0  | –––– | 0-2  | 2-3  | 0-0  | 1-1  | 1-0  | 1-4  | 2-1  | 1-1  | 1-1  | 2-1  | 1-1  | 0-0  | 0-1  | 2-0  | 1-0  | 2-0  | 0-1  | 4-1  |
| Benevento    | 4-3  | 0-2  | –––– | 0-1  | 4-1  | 5-0  | 3-0  | 1-1  | 3-1  | 1-4  | 0-0  | 1-0  | 3-1  | 0-0  | 0-0  | 5-1  | 2-1  | 4-0  | 1-2  | 1-2  |
| Brescia      | 1-1  | 2-0  | 2-2  | –––– | 1-1  | 2-4  | 5-1  | 1-0  | 2-2  | 2-2  | 1-1  | 2-0  | 0-2  | 1-0  | 2-1  | 0-1  | 1-0  | 3-0  | 1-1  | 1-1  |
| Cittadella   | 1-2  | 2-0  | 0-1  | 1-0  | –––– | 2-2  | 1-1  | 0-2  | 4-2  | 3-0  | 1-2  | 1-0  | 1-2  | 1-2  | 0-0  | 2-0  | 1-0  | 0-0  | 0-0  | 1-2  |
| Como         | 2-0  | 0-1  | 1-1  | 1-1  | 1-2  | –––– | 2-1  | 1-2  | 1-1  | 0-2  | 1-1  | 0-2  | 2-0  | 1-1  | 4-1  | 0-1  | 1-0  | 1-1  | 0-2  | 1-1  |
| Cosenza      | 2-1  | 1-3  | 1-0  | 0-0  | 1-0  | 2-0  | –––– | 0-2  | 1-0  | 1-1  | 2-2  | 2-1  | 0-2  | 1-3  | 1-2  | 0-2  | 3-1  | 0-1  | 0-1  | 3-1  |
| Cremonese    | 2-1  | 0-1  | 1-1  | 2-1  | 2-0  | 2-0  | 3-1  | –––– | 3-2  | 1-1  | 3-0  | 0-0  | 3-2  | 3-1  | 0-3  | 1-1  | 2-1  | 1-1  | 1-1  | 2-0  |
| Crotone      | 0-0  | 2-2  | 0-2  | 0-1  | 0-0  | 2-2  | 3-3  | 3-1  | –––– | 2-0  | 0-3  | 0-1  | 1-1  | 0-1  | 1-1  | 2-1  | 4-1  | 1-1  | 1-2  | 1-2  |
| Frosinone    | 3-0  | 2-1  | 2-0  | 2-2  | 0-1  | 1-2  | 1-0  | 2-1  | 2-1  | –––– | 0-0  | 2-0  | 4-1  | 2-2  | 0-0  | 1-2  | 2-2  | 3-0  | 4-0  | 1-1  |
| Lecce        | 3-2  | 3-1  | 1-1  | 1-1  | 1-2  | 1-1  | 3-1  | 2-1  | 3-0  | 1-0  | –––– | 2-1  | 3-0  | 4-0  | 0-0  | 2-0  | 1-0  | 2-0  | 1-0  | 3-3  |
| L.R. Vicenza | 2-1  | 2-0  | 2-3  | 2-3  | 3-3  | 0-1  | 0-0  | 0-1  | 1-1  | 0-2  | 2-1  | –––– | 1-1  | 0-1  | 1-2  | 1-3  | 1-0  | 0-1  | 1-1  | 3-1  |
| Monza        | 1-0  | 2-0  | 3-0  | 1-1  | 1-0  | 3-2  | 4-1  | 1-0  | 1-0  | 3-2  | 0-1  | 4-0  | –––– | 1-1  | 2-2  | 1-2  | 3-1  | 1-0  | 4-0  | 1-1  |
| Parma        | 2-2  | 0-1  | 1-0  | 0-1  | 1-1  | 4-3  | 1-1  | 1-2  | 1-1  | 0-1  | 0-0  | 1-0  | 0-0  | –––– | 1-1  | 1-1  | 4-1  | 1-1  | 4-0  | 2-3  |
| Perugia      | 1-1  | 2-3  | 0-1  | 1-0  | 1-1  | 0-1  | 1-1  | 0-0  | 2-0  | 3-0  | 1-1  | 1-0  | 1-0  | 2-1  | –––– | 1-1  | 0-1  | 0-2  | 1-1  | 1-1  |
| Pisa         | 2-0  | 1-1  | 1-0  | 0-0  | 1-0  | 3-1  | 1-1  | 3-0  | 3-2  | 1-3  | 1-0  | 2-2  | 2-1  | 0-0  | 1-1  | –––– | 1-1  | 2-0  | 1-0  | 0-0  |
| Pordenone    | 2-0  | 0-1  | 1-4  | 1-1  | 0-1  | 1-1  | 1-1  | 2-2  | 3-3  | 2-0  | 0-1  | 2-4  | 1-4  | 0-4  | 0-1  | 0-1  | –––– | 1-1  | 1-1  | 1-3  |
| Reggina      | 0-4  | 1-2  | 0-3  | 0-2  | 0-1  | 1-4  | 1-0  | 1-2  | 1-0  | 0-0  | 1-0  | 3-1  | 0-0  | 2-1  | 0-1  | 1-0  | 2-0  | –––– | 2-1  | 3-2  |
| SPAL         | 2-3  | 1-2  | 1-1  | 0-2  | 0-0  | 1-1  | 2-2  | 0-2  | 1-1  | 3-0  | 1-3  | 3-2  | 1-1  | 2-2  | 1-2  | 0-0  | 5-0  | 1-3  | –––– | 5-1  |
| Ternana      | 3-0  | 2-4  | 0-2  | 0-2  | 1-1  | 1-2  | 2-0  | 1-2  | 1-0  | 4-4  | 1-4  | 5-0  | 0-1  | 3-1  | 1-0  | 1-4  | 1-0  | 2-0  | 1-0  | –––– |

### Calendario
Il calendario è stato sorteggiato il 24 luglio 2021 a Ferrara.
| andata (1ª) | andata (1ª) | 1ª giornata             | ritorno (20ª) | ritorno (20ª) |
|             |             |                         |               |               |
| 22 ago.     | 1-0         | Ascoli-Cosenza          | 3-1           | 22 gen.       |
| 22 ago.     | 4-3         | Benevento-Alessandria   | 0-2           | 22 gen.       |
| 21 ago.     | 1-0         | Cittadella-L.R. Vicenza | 3-3           | 23 gen.       |
| 22 ago.     | 3-0         | Cremonese-Lecce         | 1-2           | 23 gen.       |
| 22 ago.     | 2-2         | Crotone-Como            | 1-1           | 22 gen.       |
| 20 ago.     | 2-2         | Frosinone-Parma         | 1-0           | 21 gen.       |
| 22 ago.     | 1-0         | Pisa-SPAL               | 0-0           | 22 gen.       |
| 21 ago.     | 0-1         | Pordenone-Perugia       | 1-0           | 22 gen.       |
| 22 ago.     | 0-0         | Reggina-Monza           | 0-1           | 22 gen.       |
| 22 ago.     | 0-2         | Ternana-Brescia         | 1-1           | 22 gen.       |

| andata (2ª) | andata (2ª) | 2ª giornata            | ritorno (21ª) | ritorno (21ª) |
|             |             |                        |               |               |
| 27 ago.     | 5-1         | Brescia-Cosenza        | 0-0           | 5 feb.        |
| 29 ago.     | 4-2         | Cittadella-Crotone     | 0-0           | 5 feb.        |
| 28 ago.     | 0-2         | L.R. Vicenza-Frosinone | 0-2           | 5 feb.        |
| 29 ago.     | 1-1         | Lecce-Como             | 1-1           | 5 feb.        |
| 29 ago.     | 1-0         | Monza-Cremonese        | 2-3           | 6 feb.        |
| 29 ago.     | 1-0         | Parma-Benevento        | 0-0           | 5 feb.        |
| 28 ago.     | 2-3         | Perugia-Ascoli         | 1-0           | 5 feb.        |
| 27 ago.     | 2-0         | Pisa-Alessandria       | 1-1           | 5 feb.        |
| 29 ago.     | 3-2         | Reggina-Ternana        | 0-2           | 5 feb.        |
| 29 ago.     | 5-0         | SPAL-Pordenone         | 1-1           | 6 feb.        |

| andata (1ª) | andata (1ª) | 1ª giornata             | ritorno (20ª) | ritorno (20ª) |
|             |             |                         |               |               |
| 22 ago.     | 1-0         | Ascoli-Cosenza          | 3-1           | 22 gen.       |
| 22 ago.     | 4-3         | Benevento-Alessandria   | 0-2           | 22 gen.       |
| 21 ago.     | 1-0         | Cittadella-L.R. Vicenza | 3-3           | 23 gen.       |
| 22 ago.     | 3-0         | Cremonese-Lecce         | 1-2           | 23 gen.       |
| 22 ago.     | 2-2         | Crotone-Como            | 1-1           | 22 gen.       |
| 20 ago.     | 2-2         | Frosinone-Parma         | 1-0           | 21 gen.       |
| 22 ago.     | 1-0         | Pisa-SPAL               | 0-0           | 22 gen.       |
| 21 ago.     | 0-1         | Pordenone-Perugia       | 1-0           | 22 gen.       |
| 22 ago.     | 0-0         | Reggina-Monza           | 0-1           | 22 gen.       |
| 22 ago.     | 0-2         | Ternana-Brescia         | 1-1           | 22 gen.       |

| andata (2ª) | andata (2ª) | 2ª giornata            | ritorno (21ª) | ritorno (21ª) |
|             |             |                        |               |               |
| 27 ago.     | 5-1         | Brescia-Cosenza        | 0-0           | 5 feb.        |
| 29 ago.     | 4-2         | Cittadella-Crotone     | 0-0           | 5 feb.        |
| 28 ago.     | 0-2         | L.R. Vicenza-Frosinone | 0-2           | 5 feb.        |
| 29 ago.     | 1-1         | Lecce-Como             | 1-1           | 5 feb.        |
| 29 ago.     | 1-0         | Monza-Cremonese        | 2-3           | 6 feb.        |
| 29 ago.     | 1-0         | Parma-Benevento        | 0-0           | 5 feb.        |
| 28 ago.     | 2-3         | Perugia-Ascoli         | 1-0           | 5 feb.        |
| 27 ago.     | 2-0         | Pisa-Alessandria       | 1-1           | 5 feb.        |
| 29 ago.     | 3-2         | Reggina-Ternana        | 0-2           | 5 feb.        |
| 29 ago.     | 5-0         | SPAL-Pordenone         | 1-1           | 6 feb.        |

| andata (3ª) | andata (3ª) | 3ª giornata          | ritorno (22ª) | ritorno (22ª) |
|             |             |                      |               |               |
| 11 set.     | 1-3         | Alessandria-Brescia  | 1-1           | 13 feb.       |
| 10 set.     | 0-0         | Benevento-Lecce      | 1-1           | 13 feb.       |
| 11 set.     | 0-1         | Como-Ascoli          | 1-1           | 13 feb.       |
| 12 set.     | 2-0         | Cremonese-Cittadella | 2-0           | 12 feb.       |
| 11 set.     | 1-1         | Crotone-Reggina      | 0-1           | 12 feb.       |
| 11 set.     | 0-0         | Frosinone-Perugia    | 0-3           | 12 feb.       |
| 12 set.     | 0-4         | Pordenone-Parma      | 1-4           | 12 feb.       |
| 11 set.     | 1-1         | SPAL-Monza           | 0-4           | 12 feb.       |
| 11 set.     | 1-4         | Ternana-Pisa         | 0-0           | 12 feb.       |
| 12 set.     | 2-1         | Cosenza-L.R. Vicenza | 0-0           | 12 feb.       |

| andata (4ª) | andata (4ª) | 4ª giornata          | ritorno (23ª) | ritorno (23ª) |
|             |             |                      |               |               |
| 18 set.     | 0-2         | Ascoli-Benevento     | 2-0           | 16 feb.       |
| 17 set.     | 2-2         | Brescia-Crotone      | 1-0           | 16 feb.       |
| 18 set.     | 1-0         | Cittadella-Pordenone | 1-0           | 15 feb.       |
| 17 set.     | 0-2         | Como-Frosinone       | 2-1           | 16 feb.       |
| 18 set.     | 1-3         | L.R. Vicenza-Pisa    | 2-2           | 15 feb.       |
| 18 set.     | 3-2         | Lecce-Alessandria    | 1-1           | 16 feb.       |
| 18 set.     | 1-1         | Monza-Ternana        | 1-0           | 15 feb.       |
| 19 set.     | 1-2         | Parma-Cremonese      | 1-3           | 15 feb.       |
| 18 set.     | 1-1         | Perugia-Cosenza      | 2-1           | 15 feb.       |
| 18 set.     | 2-1         | Reggina-SPAL         | 3-1           | 15 feb.       |

| andata (3ª) | andata (3ª) | 3ª giornata          | ritorno (22ª) | ritorno (22ª) |
|             |             |                      |               |               |
| 11 set.     | 1-3         | Alessandria-Brescia  | 1-1           | 13 feb.       |
| 10 set.     | 0-0         | Benevento-Lecce      | 1-1           | 13 feb.       |
| 11 set.     | 0-1         | Como-Ascoli          | 1-1           | 13 feb.       |
| 12 set.     | 2-0         | Cremonese-Cittadella | 2-0           | 12 feb.       |
| 11 set.     | 1-1         | Crotone-Reggina      | 0-1           | 12 feb.       |
| 11 set.     | 0-0         | Frosinone-Perugia    | 0-3           | 12 feb.       |
| 12 set.     | 0-4         | Pordenone-Parma      | 1-4           | 12 feb.       |
| 11 set.     | 1-1         | SPAL-Monza           | 0-4           | 12 feb.       |
| 11 set.     | 1-4         | Ternana-Pisa         | 0-0           | 12 feb.       |
| 12 set.     | 2-1         | Cosenza-L.R. Vicenza | 0-0           | 12 feb.       |

| andata (4ª) | andata (4ª) | 4ª giornata          | ritorno (23ª) | ritorno (23ª) |
|             |             |                      |               |               |
| 18 set.     | 0-2         | Ascoli-Benevento     | 2-0           | 16 feb.       |
| 17 set.     | 2-2         | Brescia-Crotone      | 1-0           | 16 feb.       |
| 18 set.     | 1-0         | Cittadella-Pordenone | 1-0           | 15 feb.       |
| 17 set.     | 0-2         | Como-Frosinone       | 2-1           | 16 feb.       |
| 18 set.     | 1-3         | L.R. Vicenza-Pisa    | 2-2           | 15 feb.       |
| 18 set.     | 3-2         | Lecce-Alessandria    | 1-1           | 16 feb.       |
| 18 set.     | 1-1         | Monza-Ternana        | 1-0           | 15 feb.       |
| 19 set.     | 1-2         | Parma-Cremonese      | 1-3           | 15 feb.       |
| 18 set.     | 1-1         | Perugia-Cosenza      | 2-1           | 15 feb.       |
| 18 set.     | 2-1         | Reggina-SPAL         | 3-1           | 15 feb.       |

| andata (5ª) | andata (5ª) | 5ª giornata          | ritorno (24ª) | ritorno (24ª) |
|             |             |                      |               |               |
| 21 set.     | 1-3         | Alessandria-Ascoli   | 0-3           | 19 feb.       |
| 21 set.     | 4-1         | Benevento-Cittadella | 1-0           | 20 feb.       |
| 22 set.     | 0-3         | Cremonese-Perugia    | 0-0           | 19 feb.       |
| 21 set.     | 0-3         | Crotone-Lecce        | 0-3           | 20 feb.       |
| 20 set.     | 2-2         | Frosinone-Brescia    | 2-2           | 20 feb.       |
| 21 set.     | 2-1         | Pisa-Monza           | 2-1           | 19 feb.       |
| 21 set.     | 1-1         | Pordenone-Reggina    | 0-2           | 19 feb.       |
| 21 set.     | 3-2         | SPAL-L.R. Vicenza    | 1-1           | 19 feb.       |
| 22 set.     | 3-1         | Ternana-Parma        | 3-2           | 19 feb.       |
| 21 set.     | 2-0         | Cosenza-Como         | 1-2           | 20 feb.       |

| andata (6ª) | andata (6ª) | 6ª giornata            | ritorno (25ª) | ritorno (25ª) |
|             |             |                        |               |               |
| 25 set.     | 2-3         | Ascoli-Brescia         | 0-2           | 23 feb.       |
| 25 set.     | 1-2         | Cittadella-Lecce       | 2-1           | 23 feb.       |
| 25 set.     | 1-1         | Como-Benevento         | 0-5           | 23 feb.       |
| 26 set.     | 0-1         | L.R. Vicenza-Cremonese | 0-0           | 22 feb.       |
| 25 set.     | 3-1         | Monza-Pordenone        | 4-1           | 22 feb.       |
| 26 set.     | 1-1         | Parma-Pisa             | 0-0           | 22 feb.       |
| 26 set.     | 1-1         | Perugia-Alessandria    | 2-1           | 22 feb.       |
| 25 set.     | 0-0         | Reggina-Frosinone      | 0-3           | 23 feb.       |
| 26 set.     | 1-0         | Ternana-SPAL           | 1-5           | 22 feb.       |
| 25 set.     | 1-0         | Cosenza-Crotone        | 3-3           | 23 feb.       |

| andata (5ª) | andata (5ª) | 5ª giornata          | ritorno (24ª) | ritorno (24ª) |
|             |             |                      |               |               |
| 21 set.     | 1-3         | Alessandria-Ascoli   | 0-3           | 19 feb.       |
| 21 set.     | 4-1         | Benevento-Cittadella | 1-0           | 20 feb.       |
| 22 set.     | 0-3         | Cremonese-Perugia    | 0-0           | 19 feb.       |
| 21 set.     | 0-3         | Crotone-Lecce        | 0-3           | 20 feb.       |
| 20 set.     | 2-2         | Frosinone-Brescia    | 2-2           | 20 feb.       |
| 21 set.     | 2-1         | Pisa-Monza           | 2-1           | 19 feb.       |
| 21 set.     | 1-1         | Pordenone-Reggina    | 0-2           | 19 feb.       |
| 21 set.     | 3-2         | SPAL-L.R. Vicenza    | 1-1           | 19 feb.       |
| 22 set.     | 3-1         | Ternana-Parma        | 3-2           | 19 feb.       |
| 21 set.     | 2-0         | Cosenza-Como         | 1-2           | 20 feb.       |

| andata (6ª) | andata (6ª) | 6ª giornata            | ritorno (25ª) | ritorno (25ª) |
|             |             |                        |               |               |
| 25 set.     | 2-3         | Ascoli-Brescia         | 0-2           | 23 feb.       |
| 25 set.     | 1-2         | Cittadella-Lecce       | 2-1           | 23 feb.       |
| 25 set.     | 1-1         | Como-Benevento         | 0-5           | 23 feb.       |
| 26 set.     | 0-1         | L.R. Vicenza-Cremonese | 0-0           | 22 feb.       |
| 25 set.     | 3-1         | Monza-Pordenone        | 4-1           | 22 feb.       |
| 26 set.     | 1-1         | Parma-Pisa             | 0-0           | 22 feb.       |
| 26 set.     | 1-1         | Perugia-Alessandria    | 2-1           | 22 feb.       |
| 25 set.     | 0-0         | Reggina-Frosinone      | 0-3           | 23 feb.       |
| 26 set.     | 1-0         | Ternana-SPAL           | 1-5           | 22 feb.       |
| 25 set.     | 1-0         | Cosenza-Crotone        | 3-3           | 23 feb.       |

| andata (7ª) | andata (7ª) | 7ª giornata            | ritorno (26ª) | ritorno (26ª) |
|             |             |                        |               |               |
| 2 ott.      | 1-0         | Alessandria-Cosenza    | 1-2           | 26 feb.       |
| 3 ott.      | 0-0         | Benevento-Perugia      | 1-0           | 26 feb.       |
| 3 ott.      | 2-4         | Brescia-Como           | 1-1           | 26 feb.       |
| 2 ott.      | 2-0         | Cremonese-Ternana      | 2-1           | 26 feb.       |
| 2 ott.      | 2-2         | Crotone-Ascoli         | 1-2           | 27 feb.       |
| 2 ott.      | 0-1         | Frosinone-Cittadella   | 0-3           | 27 feb.       |
| 1º ott.     | 3-0         | Lecce-Monza            | 1-0           | 27 feb.       |
| 2 ott.      | 2-0         | Pisa-Reggina           | 0-1           | 27 feb.       |
| 3 ott.      | 2-4         | Pordenone-L.R. Vicenza | 0-1           | 26 feb.       |
| 2 ott.      | 2-2         | SPAL-Parma             | 0-4           | 26 feb.       |

| andata (8ª) | andata (8ª) | 8ª giornata          | ritorno (27ª) | ritorno (27ª) |
|             |             |                      |               |               |
| 16 ott.     | 1-1         | Ascoli-Lecce         | 1-3           | 2 mar.        |
| 17 ott.     | 0-0         | Cittadella-SPAL      | 0-0           | 2 mar.        |
| 16 ott.     | 2-0         | Como-Alessandria     | 1-1           | 1º mar.       |
| 17 ott.     | 1-1         | Cremonese-Benevento  | 1-1           | 1º mar.       |
| 16 ott.     | 2-1         | Crotone-Pisa         | 2-3           | 2 mar.        |
| 16 ott.     | 0-1         | L.R. Vicenza-Reggina | 1-3           | 2 mar.        |
| 17 ott.     | 0-0         | Parma-Monza          | 1-1           | 2 mar.        |
| 16 ott.     | 1-0         | Perugia-Brescia      | 1-2           | 1º mar.       |
| 16 ott.     | 1-3         | Pordenone-Ternana    | 0-1           | 1º mar.       |
| 16 ott.     | 1-1         | Cosenza-Frosinone    | 0-1           | 2 mar.        |

| andata (7ª) | andata (7ª) | 7ª giornata            | ritorno (26ª) | ritorno (26ª) |
|             |             |                        |               |               |
| 2 ott.      | 1-0         | Alessandria-Cosenza    | 1-2           | 26 feb.       |
| 3 ott.      | 0-0         | Benevento-Perugia      | 1-0           | 26 feb.       |
| 3 ott.      | 2-4         | Brescia-Como           | 1-1           | 26 feb.       |
| 2 ott.      | 2-0         | Cremonese-Ternana      | 2-1           | 26 feb.       |
| 2 ott.      | 2-2         | Crotone-Ascoli         | 1-2           | 27 feb.       |
| 2 ott.      | 0-1         | Frosinone-Cittadella   | 0-3           | 27 feb.       |
| 1º ott.     | 3-0         | Lecce-Monza            | 1-0           | 27 feb.       |
| 2 ott.      | 2-0         | Pisa-Reggina           | 0-1           | 27 feb.       |
| 3 ott.      | 2-4         | Pordenone-L.R. Vicenza | 0-1           | 26 feb.       |
| 2 ott.      | 2-2         | SPAL-Parma             | 0-4           | 26 feb.       |

| andata (8ª) | andata (8ª) | 8ª giornata          | ritorno (27ª) | ritorno (27ª) |
|             |             |                      |               |               |
| 16 ott.     | 1-1         | Ascoli-Lecce         | 1-3           | 2 mar.        |
| 17 ott.     | 0-0         | Cittadella-SPAL      | 0-0           | 2 mar.        |
| 16 ott.     | 2-0         | Como-Alessandria     | 1-1           | 1º mar.       |
| 17 ott.     | 1-1         | Cremonese-Benevento  | 1-1           | 1º mar.       |
| 16 ott.     | 2-1         | Crotone-Pisa         | 2-3           | 2 mar.        |
| 16 ott.     | 0-1         | L.R. Vicenza-Reggina | 1-3           | 2 mar.        |
| 17 ott.     | 0-0         | Parma-Monza          | 1-1           | 2 mar.        |
| 16 ott.     | 1-0         | Perugia-Brescia      | 1-2           | 1º mar.       |
| 16 ott.     | 1-3         | Pordenone-Ternana    | 0-1           | 1º mar.       |
| 16 ott.     | 1-1         | Cosenza-Frosinone    | 0-1           | 2 mar.        |

| andata (9ª) | andata (9ª) | 9ª giornata          | ritorno (28ª) | ritorno (28ª) |
|             |             |                      |               |               |
| 22 ott.     | 1-0         | Alessandria-Crotone  | 0-0           | 6 mar.        |
| 23 ott.     | 3-0         | Benevento-Cosenza    | 0-1           | 14 apr.       |
| 23 ott.     | 1-0         | Brescia-Cremonese    | 1-2           | 5 mar.        |
| 23 ott.     | 2-1         | Frosinone-Ascoli     | 1-1           | 6 mar.        |
| 23 ott.     | 0-0         | Lecce-Perugia        | 1-1           | 6 mar.        |
| 23 ott.     | 1-0         | Monza-Cittadella     | 2-1           | 5 mar.        |
| 24 ott.     | 1-1         | Pisa-Pordenone       | 1-0           | 5 mar.        |
| 24 ott.     | 2-1         | Reggina-Parma        | 1-1           | 5 mar.        |
| 24 ott.     | 1-1         | SPAL-Como            | 2-0           | 5 mar.        |
| 23 ott.     | 5-0         | Ternana-L.R. Vicenza | 1-3           | 6 mar.        |

| andata (10ª) | andata (10ª) | 10ª giornata          | ritorno (29ª) | ritorno (29ª) |
|              |              |                       |               |               |
| 28 ott.      | 1-1          | Alessandria-Frosinone | 0-3           | 12 mar.       |
| 28 ott.      | 0-1          | Ascoli-SPAL           | 2-1           | 12 mar.       |
| 28 ott.      | 1-1          | Brescia-Lecce         | 1-1           | 12 mar.       |
| 28 ott.      | 1-2          | Cittadella-Parma      | 1-1           | 11 mar.       |
| 28 ott.      | 1-0          | Como-Pordenone        | 1-1           | 12 mar.       |
| 28 ott.      | 1-1          | Cremonese-Pisa        | 0-3           | 13 mar.       |
| 28 ott.      | 0-2          | Crotone-Benevento     | 1-3           | 12 mar.       |
| 27 ott.      | 1-1          | L.R. Vicenza-Monza    | 0-4           | 12 mar.       |
| 28 ott.      | 0-2          | Perugia-Reggina       | 1-0           | 12 mar.       |
| 27 ott.      | 3-1          | Cosenza-Ternana       | 0-2           | 12 mar.       |

| andata (9ª) | andata (9ª) | 9ª giornata          | ritorno (28ª) | ritorno (28ª) |
|             |             |                      |               |               |
| 22 ott.     | 1-0         | Alessandria-Crotone  | 0-0           | 6 mar.        |
| 23 ott.     | 3-0         | Benevento-Cosenza    | 0-1           | 14 apr.       |
| 23 ott.     | 1-0         | Brescia-Cremonese    | 1-2           | 5 mar.        |
| 23 ott.     | 2-1         | Frosinone-Ascoli     | 1-1           | 6 mar.        |
| 23 ott.     | 0-0         | Lecce-Perugia        | 1-1           | 6 mar.        |
| 23 ott.     | 1-0         | Monza-Cittadella     | 2-1           | 5 mar.        |
| 24 ott.     | 1-1         | Pisa-Pordenone       | 1-0           | 5 mar.        |
| 24 ott.     | 2-1         | Reggina-Parma        | 1-1           | 5 mar.        |
| 24 ott.     | 1-1         | SPAL-Como            | 2-0           | 5 mar.        |
| 23 ott.     | 5-0         | Ternana-L.R. Vicenza | 1-3           | 6 mar.        |

| andata (10ª) | andata (10ª) | 10ª giornata          | ritorno (29ª) | ritorno (29ª) |
|              |              |                       |               |               |
| 28 ott.      | 1-1          | Alessandria-Frosinone | 0-3           | 12 mar.       |
| 28 ott.      | 0-1          | Ascoli-SPAL           | 2-1           | 12 mar.       |
| 28 ott.      | 1-1          | Brescia-Lecce         | 1-1           | 12 mar.       |
| 28 ott.      | 1-2          | Cittadella-Parma      | 1-1           | 11 mar.       |
| 28 ott.      | 1-0          | Como-Pordenone        | 1-1           | 12 mar.       |
| 28 ott.      | 1-1          | Cremonese-Pisa        | 0-3           | 13 mar.       |
| 28 ott.      | 0-2          | Crotone-Benevento     | 1-3           | 12 mar.       |
| 27 ott.      | 1-1          | L.R. Vicenza-Monza    | 0-4           | 12 mar.       |
| 28 ott.      | 0-2          | Perugia-Reggina       | 1-0           | 12 mar.       |
| 27 ott.      | 3-1          | Cosenza-Ternana       | 0-2           | 12 mar.       |

| andata (11ª) | andata (11ª) | 11ª giornata        | ritorno (30ª) | ritorno (30ª) |
|              |              |                     |               |               |
| 1º nov.      | 0-1          | Benevento-Brescia   | 2-2           | 15 mar.       |
| 1º nov.      | 2-1          | Frosinone-Crotone   | 0-2           | 15 mar.       |
| 1º nov.      | 3-1          | Lecce-Cosenza       | 2-2           | 15 mar.       |
| 1º nov.      | 1-0          | Monza-Alessandria   | 3-0           | 15 mar.       |
| 1º nov.      | 1-0          | Parma-L.R. Vicenza  | 1-0           | 15 mar.       |
| 1º nov.      | 1-1          | Pisa-Ascoli         | 0-2           | 16 mar.       |
| 1º nov.      | 2-2          | Pordenone-Cremonese | 1-2           | 16 mar.       |
| 1º nov.      | 0-1          | Reggina-Cittadella  | 0-0           | 15 mar.       |
| 1º nov.      | 1-2          | SPAL-Perugia        | 1-1           | 16 mar.       |
| 1º nov.      | 1-2          | Ternana-Como        | 1-1           | 15 mar.       |

| andata (12ª) | andata (12ª) | 12ª giornata        | ritorno (31ª) | ritorno (31ª) |
|              |              |                     |               |               |
| 6 nov.       | 0-2          | Alessandria-Ternana | 0-3           | 19 mar.       |
| 6 nov.       | 2-1          | Ascoli-L.R. Vicenza | 0-2           | 20 mar.       |
| 6 nov.       | 1-4          | Benevento-Frosinone | 0-2           | 19 mar.       |
| 6 nov.       | 1-0          | Brescia-Pordenone   | 1-1           | 20 mar.       |
| 7 nov.       | 2-0          | Cittadella-Pisa     | 0-1           | 20 mar.       |
| 6 nov.       | 4-1          | Como-Perugia        | 1-0           | 20 mar.       |
| 6 nov.       | 1-1          | Cremonese-SPAL      | 2-0           | 20 mar.       |
| 7 nov.       | 1-1          | Crotone-Monza       | 0-1           | 19 mar.       |
| 7 nov.       | 4-0          | Lecce-Parma         | 0-0           | 19 mar.       |
| 5 nov.       | 0-1          | Cosenza-Reggina     | 0-1           | 19 mar.       |

| andata (11ª) | andata (11ª) | 11ª giornata        | ritorno (30ª) | ritorno (30ª) |
|              |              |                     |               |               |
| 1º nov.      | 0-1          | Benevento-Brescia   | 2-2           | 15 mar.       |
| 1º nov.      | 2-1          | Frosinone-Crotone   | 0-2           | 15 mar.       |
| 1º nov.      | 3-1          | Lecce-Cosenza       | 2-2           | 15 mar.       |
| 1º nov.      | 1-0          | Monza-Alessandria   | 3-0           | 15 mar.       |
| 1º nov.      | 1-0          | Parma-L.R. Vicenza  | 1-0           | 15 mar.       |
| 1º nov.      | 1-1          | Pisa-Ascoli         | 0-2           | 16 mar.       |
| 1º nov.      | 2-2          | Pordenone-Cremonese | 1-2           | 16 mar.       |
| 1º nov.      | 0-1          | Reggina-Cittadella  | 0-0           | 15 mar.       |
| 1º nov.      | 1-2          | SPAL-Perugia        | 1-1           | 16 mar.       |
| 1º nov.      | 1-2          | Ternana-Como        | 1-1           | 15 mar.       |

| andata (12ª) | andata (12ª) | 12ª giornata        | ritorno (31ª) | ritorno (31ª) |
|              |              |                     |               |               |
| 6 nov.       | 0-2          | Alessandria-Ternana | 0-3           | 19 mar.       |
| 6 nov.       | 2-1          | Ascoli-L.R. Vicenza | 0-2           | 20 mar.       |
| 6 nov.       | 1-4          | Benevento-Frosinone | 0-2           | 19 mar.       |
| 6 nov.       | 1-0          | Brescia-Pordenone   | 1-1           | 20 mar.       |
| 7 nov.       | 2-0          | Cittadella-Pisa     | 0-1           | 20 mar.       |
| 6 nov.       | 4-1          | Como-Perugia        | 1-0           | 20 mar.       |
| 6 nov.       | 1-1          | Cremonese-SPAL      | 2-0           | 20 mar.       |
| 7 nov.       | 1-1          | Crotone-Monza       | 0-1           | 19 mar.       |
| 7 nov.       | 4-0          | Lecce-Parma         | 0-0           | 19 mar.       |
| 5 nov.       | 0-1          | Cosenza-Reggina     | 0-1           | 19 mar.       |

| andata (13ª) | andata (13ª) | 13ª giornata         | ritorno (32ª) | ritorno (32ª) |
|              |              |                      |               |               |
| 20 nov.      | 0-0          | Frosinone-Lecce      | 0-1           | 2 apr.        |
| 20 nov.      | 2-3          | L.R. Vicenza-Brescia | 0-2           | 3 apr.        |
| 21 nov.      | 3-2          | Monza-Como           | 0-2           | 3 apr.        |
| 21 nov.      | 1-1          | Parma-Cosenza        | 3-1           | 2 apr.        |
| 20 nov.      | 2-0          | Perugia-Crotone      | 1-1           | 3 apr.        |
| 21 nov.      | 1-0          | Pisa-Benevento       | 1-5           | 2 apr.        |
| 20 nov.      | 0-1          | Pordenone-Ascoli     | 0-1           | 2 apr.        |
| 21 nov.      | 1-2          | Reggina-Cremonese    | 1-1           | 2 apr.        |
| 20 nov.      | 2-3          | SPAL-Alessandria     | 2-2           | 2 apr.        |
| 20 nov.      | 1-1          | Ternana-Cittadella   | 2-1           | 2 apr.        |

| andata (14ª) | andata (14ª) | 14ª giornata          | ritorno (33ª) | ritorno (33ª) |
|              |              |                       |               |               |
| 27 nov.      | 1-0          | Alessandria-Cremonese | 1-2           | 5 apr.        |
| 27 nov.      | 1-1          | Ascoli-Monza          | 0-2           | 6 apr.        |
| 27 nov.      | 4-0          | Benevento-Reggina     | 3-0           | 5 apr.        |
| 27 nov.      | 0-1          | Brescia-Pisa          | 0-0           | 6 apr.        |
| 28 nov.      | 1-1          | Como-Parma            | 3-4           | 6 apr.        |
| 26 nov.      | 0-1          | Crotone-L.R. Vicenza  | 1-1           | 6 apr.        |
| 27 nov.      | 2-2          | Frosinone-Pordenone   | 0-2           | 5 apr.        |
| 26 nov.      | 3-3          | Lecce-Ternana         | 4-1           | 5 apr.        |
| 27 nov.      | 1-1          | Perugia-Cittadella    | 0-0           | 6 apr.        |
| 27 nov.      | 0-1          | Cosenza-SPAL          | 2-2           | 5 apr.        |

| andata (13ª) | andata (13ª) | 13ª giornata         | ritorno (32ª) | ritorno (32ª) |
|              |              |                      |               |               |
| 20 nov.      | 0-0          | Frosinone-Lecce      | 0-1           | 2 apr.        |
| 20 nov.      | 2-3          | L.R. Vicenza-Brescia | 0-2           | 3 apr.        |
| 21 nov.      | 3-2          | Monza-Como           | 0-2           | 3 apr.        |
| 21 nov.      | 1-1          | Parma-Cosenza        | 3-1           | 2 apr.        |
| 20 nov.      | 2-0          | Perugia-Crotone      | 1-1           | 3 apr.        |
| 21 nov.      | 1-0          | Pisa-Benevento       | 1-5           | 2 apr.        |
| 20 nov.      | 0-1          | Pordenone-Ascoli     | 0-1           | 2 apr.        |
| 21 nov.      | 1-2          | Reggina-Cremonese    | 1-1           | 2 apr.        |
| 20 nov.      | 2-3          | SPAL-Alessandria     | 2-2           | 2 apr.        |
| 20 nov.      | 1-1          | Ternana-Cittadella   | 2-1           | 2 apr.        |

| andata (14ª) | andata (14ª) | 14ª giornata          | ritorno (33ª) | ritorno (33ª) |
|              |              |                       |               |               |
| 27 nov.      | 1-0          | Alessandria-Cremonese | 1-2           | 5 apr.        |
| 27 nov.      | 1-1          | Ascoli-Monza          | 0-2           | 6 apr.        |
| 27 nov.      | 4-0          | Benevento-Reggina     | 3-0           | 5 apr.        |
| 27 nov.      | 0-1          | Brescia-Pisa          | 0-0           | 6 apr.        |
| 28 nov.      | 1-1          | Como-Parma            | 3-4           | 6 apr.        |
| 26 nov.      | 0-1          | Crotone-L.R. Vicenza  | 1-1           | 6 apr.        |
| 27 nov.      | 2-2          | Frosinone-Pordenone   | 0-2           | 5 apr.        |
| 26 nov.      | 3-3          | Lecce-Ternana         | 4-1           | 5 apr.        |
| 27 nov.      | 1-1          | Perugia-Cittadella    | 0-0           | 6 apr.        |
| 27 nov.      | 0-1          | Cosenza-SPAL          | 2-2           | 5 apr.        |

| andata (15ª) | andata (15ª) | 15ª giornata           | ritorno (34ª) | ritorno (34ª) |
|              |              |                        |               |               |
| 1º dic.      | 2-2          | Cittadella-Como        | 2-1           | 9 apr.        |
| 30 nov.      | 1-1          | Cremonese-Frosinone    | 1-2           | 9 apr.        |
| 30 nov.      | 2-3          | L.R. Vicenza-Benevento | 0-1           | 10 apr.       |
| 30 nov.      | 4-1          | Monza-Cosenza          | 2-0           | 10 apr.       |
| 1º dic.      | 0-1          | Parma-Brescia          | 0-1           | 11 apr.       |
| 30 nov.      | 1-1          | Pisa-Perugia           | 1-1           | 10 apr.       |
| 30 nov.      | 2-0          | Pordenone-Alessandria  | 0-2           | 9 apr.        |
| 30 nov.      | 1-2          | Reggina-Ascoli         | 0-2           | 10 apr.       |
| 30 nov.      | 1-3          | SPAL-Lecce             | 0-1           | 9 apr.        |
| 29 nov.      | 1-0          | Ternana-Crotone        | 2-1           | 10 apr.       |

| andata (16ª) | andata (16ª) | 16ª giornata           | ritorno (35ª) | ritorno (35ª) |
|              |              |                        |               |               |
| 5 dic.       | 0-1          | Alessandria-Cittadella | 2-1           | 18 apr.       |
| 5 dic.       | 0-0          | Ascoli-Parma           | 1-0           | 18 apr.       |
| 4 dic.       | 2-1          | Benevento-Pordenone    | 4-1           | 18 apr.       |
| 5 dic.       | 0-2          | Brescia-Monza          | 1-1           | 18 apr.       |
| 5 dic.       | 0-1          | Como-Pisa              | 1-3           | 18 apr.       |
| 4 dic.       | 0-2          | Cosenza-Cremonese      | 1-3           | 18 apr.       |
| 4 dic.       | 1-2          | Crotone-SPAL           | 1-1           | 18 apr.       |
| 4 dic.       | 1-1          | Frosinone-Ternana      | 4-4           | 18 apr.       |
| 4 dic.       | 2-0          | Lecce-Reggina          | 0-1           | 18 apr.       |
| 3 dic.       | 1-0          | Perugia-L.R. Vicenza   | 2-1           | 18 apr.       |

| andata (15ª) | andata (15ª) | 15ª giornata           | ritorno (34ª) | ritorno (34ª) |
|              |              |                        |               |               |
| 1º dic.      | 2-2          | Cittadella-Como        | 2-1           | 9 apr.        |
| 30 nov.      | 1-1          | Cremonese-Frosinone    | 1-2           | 9 apr.        |
| 30 nov.      | 2-3          | L.R. Vicenza-Benevento | 0-1           | 10 apr.       |
| 30 nov.      | 4-1          | Monza-Cosenza          | 2-0           | 10 apr.       |
| 1º dic.      | 0-1          | Parma-Brescia          | 0-1           | 11 apr.       |
| 30 nov.      | 1-1          | Pisa-Perugia           | 1-1           | 10 apr.       |
| 30 nov.      | 2-0          | Pordenone-Alessandria  | 0-2           | 9 apr.        |
| 30 nov.      | 1-2          | Reggina-Ascoli         | 0-2           | 10 apr.       |
| 30 nov.      | 1-3          | SPAL-Lecce             | 0-1           | 9 apr.        |
| 29 nov.      | 1-0          | Ternana-Crotone        | 2-1           | 10 apr.       |

| andata (16ª) | andata (16ª) | 16ª giornata           | ritorno (35ª) | ritorno (35ª) |
|              |              |                        |               |               |
| 5 dic.       | 0-1          | Alessandria-Cittadella | 2-1           | 18 apr.       |
| 5 dic.       | 0-0          | Ascoli-Parma           | 1-0           | 18 apr.       |
| 4 dic.       | 2-1          | Benevento-Pordenone    | 4-1           | 18 apr.       |
| 5 dic.       | 0-2          | Brescia-Monza          | 1-1           | 18 apr.       |
| 5 dic.       | 0-1          | Como-Pisa              | 1-3           | 18 apr.       |
| 4 dic.       | 0-2          | Cosenza-Cremonese      | 1-3           | 18 apr.       |
| 4 dic.       | 1-2          | Crotone-SPAL           | 1-1           | 18 apr.       |
| 4 dic.       | 1-1          | Frosinone-Ternana      | 4-4           | 18 apr.       |
| 4 dic.       | 2-0          | Lecce-Reggina          | 0-1           | 18 apr.       |
| 3 dic.       | 1-0          | Perugia-L.R. Vicenza   | 2-1           | 18 apr.       |

| andata (17ª) | andata (17ª) | 17ª giornata        | ritorno (36ª) | ritorno (36ª) |
|              |              |                     |               |               |
| 11 dic.      | 2-0          | Cittadella-Ascoli   | 0-0           | 25 apr.       |
| 10 dic.      | 3-2          | Cremonese-Crotone   | 1-3           | 25 apr.       |
| 12 dic.      | 0-1          | L.R. Vicenza-Como   | 2-0           | 25 apr.       |
| 11 dic.      | 3-2          | Monza-Frosinone     | 1-4           | 25 apr.       |
| 12 dic.      | 1-1          | Parma-Perugia       | 1-2           | 25 apr.       |
| 11 dic.      | 1-0          | Pisa-Lecce          | 0-2           | 25 apr.       |
| 11 dic.      | 1-1          | Pordenone-Cosenza   | 1-3           | 25 apr.       |
| 12 dic.      | 0-4          | Reggina-Alessandria | 0-0           | 25 apr.       |
| 11 dic.      | 0-2          | SPAL-Brescia        | 1-1           | 25 apr.       |
| 10 dic.      | 0-2          | Ternana-Benevento   | 2-1           | 25 apr.       |

| andata (18ª) | andata (18ª) | 18ª giornata       | ritorno (37ª) | ritorno (37ª) |
|              |              |                    |               |               |
| 19 dic.      | 0-2          | Alessandria-Parma  | 2-2           | 30 apr.       |
| 18 dic.      | 1-4          | Ascoli-Cremonese   | 1-0           | 30 apr.       |
| 13 gen.      | 3-1          | Benevento-Monza    | 0-3           | 30 apr.       |
| 19 dic.      | 1-1          | Brescia-Cittadella | 0-1           | 30 apr.       |
| 18 dic.      | 1-1          | Como-Reggina       | 4-1           | 30 apr.       |
| 18 dic.      | 4-1          | Crotone-Pordenone  | 3-3           | 30 apr.       |
| 18 dic.      | 4-0          | Frosinone-SPAL     | 0-3           | 30 apr.       |
| 26 gen.      | 2-1          | Lecce-L.R. Vicenza | 1-2           | 30 apr.       |
| 19 dic.      | 1-1          | Perugia-Ternana    | 0-1           | 30 apr.       |
| 18 dic.      | 0-2          | Cosenza-Pisa       | 1-1           | 30 apr.       |

| andata (17ª) | andata (17ª) | 17ª giornata        | ritorno (36ª) | ritorno (36ª) |
|              |              |                     |               |               |
| 11 dic.      | 2-0          | Cittadella-Ascoli   | 0-0           | 25 apr.       |
| 10 dic.      | 3-2          | Cremonese-Crotone   | 1-3           | 25 apr.       |
| 12 dic.      | 0-1          | L.R. Vicenza-Como   | 2-0           | 25 apr.       |
| 11 dic.      | 3-2          | Monza-Frosinone     | 1-4           | 25 apr.       |
| 12 dic.      | 1-1          | Parma-Perugia       | 1-2           | 25 apr.       |
| 11 dic.      | 1-0          | Pisa-Lecce          | 0-2           | 25 apr.       |
| 11 dic.      | 1-1          | Pordenone-Cosenza   | 1-3           | 25 apr.       |
| 12 dic.      | 0-4          | Reggina-Alessandria | 0-0           | 25 apr.       |
| 11 dic.      | 0-2          | SPAL-Brescia        | 1-1           | 25 apr.       |
| 10 dic.      | 0-2          | Ternana-Benevento   | 2-1           | 25 apr.       |

| andata (18ª) | andata (18ª) | 18ª giornata       | ritorno (37ª) | ritorno (37ª) |
|              |              |                    |               |               |
| 19 dic.      | 0-2          | Alessandria-Parma  | 2-2           | 30 apr.       |
| 18 dic.      | 1-4          | Ascoli-Cremonese   | 1-0           | 30 apr.       |
| 13 gen.      | 3-1          | Benevento-Monza    | 0-3           | 30 apr.       |
| 19 dic.      | 1-1          | Brescia-Cittadella | 0-1           | 30 apr.       |
| 18 dic.      | 1-1          | Como-Reggina       | 4-1           | 30 apr.       |
| 18 dic.      | 4-1          | Crotone-Pordenone  | 3-3           | 30 apr.       |
| 18 dic.      | 4-0          | Frosinone-SPAL     | 0-3           | 30 apr.       |
| 26 gen.      | 2-1          | Lecce-L.R. Vicenza | 1-2           | 30 apr.       |
| 19 dic.      | 1-1          | Perugia-Ternana    | 0-1           | 30 apr.       |
| 18 dic.      | 0-2          | Cosenza-Pisa       | 1-1           | 30 apr.       |

| \| andata (19ª) \| andata (19ª) \| 19ª giornata \| ritorno (38ª) \| ritorno (38ª) \| \| \| \| \| \| \| \| 30 gen. \| 1-1 \| Cittadella-Cosenza \| 0-1 \| 6 mag. \| \| 15 gen. \| 2-0 \| Cremonese-Como \| 2-1 \| 6 mag. \| \| 30 gen. \| 2-1 \| L.R. Vicenza-Alessandria \| 1-0 \| 6 mag. \| \| 16 gen. \| 2-2 \| Monza-Perugia \| 0-1 \| 6 mag. \| \| 30 gen. \| 1-1 \| Parma-Crotone \| 1-0 \| 6 mag. \| \| 15 gen. \| 1-3 \| Pisa-Frosinone \| 2-1 \| 6 mag. \| \| 16 gen. \| 0-1 \| Pordenone-Lecce \| 0-1 \| 6 mag. \| \| 15 gen. \| 0-2 \| Reggina-Brescia \| 0-3 \| 6 mag. \| \| 16 gen. \| 1-1 \| SPAL-Benevento \| 2-1 \| 6 mag. \| \| 14 gen. \| 2-4 \| Ternana-Ascoli \| 1-4 \| 6 mag. \| |              |                          |               |               |
| andata (19ª) | andata (19ª) | 19ª giornata             | ritorno (38ª) | ritorno (38ª) |
| |              |                          |               |               |
| 30 gen. | 1-1          | Cittadella-Cosenza       | 0-1           | 6 mag.        |
| 15 gen. | 2-0          | Cremonese-Como           | 2-1           | 6 mag.        |
| 30 gen. | 2-1          | L.R. Vicenza-Alessandria | 1-0           | 6 mag.        |
| 16 gen. | 2-2          | Monza-Perugia            | 0-1           | 6 mag.        |
| 30 gen. | 1-1          | Parma-Crotone            | 1-0           | 6 mag.        |
| 15 gen. | 1-3          | Pisa-Frosinone           | 2-1           | 6 mag.        |
| 16 gen. | 0-1          | Pordenone-Lecce          | 0-1           | 6 mag.        |
| 15 gen. | 0-2          | Reggina-Brescia          | 0-3           | 6 mag.        |
| 16 gen. | 1-1          | SPAL-Benevento           | 2-1           | 6 mag.        |
| 14 gen. | 2-4          | Ternana-Ascoli           | 1-4           | 6 mag.        |

| andata (19ª) | andata (19ª) | 19ª giornata             | ritorno (38ª) | ritorno (38ª) |
|              |              |                          |               |               |
| 30 gen.      | 1-1          | Cittadella-Cosenza       | 0-1           | 6 mag.        |
| 15 gen.      | 2-0          | Cremonese-Como           | 2-1           | 6 mag.        |
| 30 gen.      | 2-1          | L.R. Vicenza-Alessandria | 1-0           | 6 mag.        |
| 16 gen.      | 2-2          | Monza-Perugia            | 0-1           | 6 mag.        |
| 30 gen.      | 1-1          | Parma-Crotone            | 1-0           | 6 mag.        |
| 15 gen.      | 1-3          | Pisa-Frosinone           | 2-1           | 6 mag.        |
| 16 gen.      | 0-1          | Pordenone-Lecce          | 0-1           | 6 mag.        |
| 15 gen.      | 0-2          | Reggina-Brescia          | 0-3           | 6 mag.        |
| 16 gen.      | 1-1          | SPAL-Benevento           | 2-1           | 6 mag.        |
| 14 gen.      | 2-4          | Ternana-Ascoli           | 1-4           | 6 mag.        |

## Spareggi

### Play-off
Il terzo e ultimo posto utile alla promozione in Serie A, qualora il distacco tra la terza e la quarta in classifica non sia superiore a 14 punti, è assegnato tramite play-off a sei (strutturati attraverso un turno preliminare, semifinali e finale) a cui accedono le formazioni classificate dalla terza all'ottava posizione della graduatoria: la quinta affronta l'ottava e la vincitrice gioca poi contro la quarta; la sesta incontra la settima e la vincitrice sfida la terza. Le due vincenti disputano infine la finale per la promozione. Il regolamento dei play-off stabilisce quanto segue:
- I turni preliminari tra quinta e ottava e tra sesta e settima prevedono una partita unica sul campo della meglio piazzata nella stagione regolare. Nel caso di pareggio al termine dei tempi regolamentari, si disputano i supplementari. Se persiste la parità, passa il turno la squadra meglio classificata nella stagione regolare, senza effettuare i calci di rigore.
- Le semifinali prevedono una gara di andata in casa delle squadre che hanno disputato il turno preliminare e una di ritorno in casa della terza e della quarta classificata nella stagione regolare. In caso di parità nel risultato aggregato, passa in finale la squadra meglio classificata nella stagione regolare, senza la disputa dei supplementari e tantomeno dei calci di rigore.
- La finale si disputa tra le vincenti delle semifinali con gare di andata e ritorno, quest'ultima in casa della meglio classificata in campionato. In caso di parità, viene promossa in Serie A la squadra meglio classificata nella stagione regolare, senza la disputa dei supplementari e tantomeno dei calci di rigore. Nel caso in cui le due finaliste avessero terminato la stagione regolare a pari punti, la gara di ritorno prevederebbe i tempi supplementari ed eventuali calci di rigore.

Nel caso in cui la differenza di punti tra la terza e la quarta in classifica sia di 15 punti o superiore, i play-off non vengono disputati e la terza in classifica viene promossa direttamente in Serie A.

#### Tabellone
|  | Quarti di finale | Quarti di finale | Quarti di finale |  |  | Semifinali | Semifinali | Semifinali | Semifinali | Semifinali |   |   | Finale | Finale      | Finale | Finale | Finale |  |
|  |                  |                  |                  |  |  |            |            |            |            |            |   |   |        |             |        |        |        |  |
|  | 5                | Brescia (dts)    | 3                |  |  |            |            |            |            |            |   |   |        |             |        |        |        |  |
|  | 8                | Perugia          | 2                |  |  | 5          | Brescia    | 1          | 1          | 2          |   |   |        |             |        |        |        |  |
|  |                  |                  |                  |  |  | 4          | Monza      | 2          | 2          | 4          |   |   |        |             |        |        |        |  |
|  |                  |                  |                  |  |  |            |            |            |            |            |   |   | 4      | Monza (dts) | 2      | 4      | 6      |  |
|  | 6                | Ascoli           | 0                |  |  |            |            | 3          | Pisa       | 1          | 3 | 4 |        |             |        |        |        |  |
|  | 7                | Benevento        | 1                |  |  | 7          | Benevento  | 1          | 0          | 1          |   |   |        |             |        |        |        |  |
|  |                  |                  |                  |  |  | 3          | Pisa       | 0          | 1          | 1          |   |   |        |             |        |        |        |  |

#### Turno preliminare
|         | Risultati |           | Luogo e data                  |
| ------- | --------- | --------- | ----------------------------- |
| Ascoli  | 0-1       | Benevento | Ascoli Piceno, 13 maggio 2022 |
| Brescia | 3-2 (dts) | Perugia   | Brescia, 14 maggio 2022       |
|         |           |           |                               |

#### Semifinali
|           | Risultati |           | Luogo e data              |
| --------- | --------- | --------- | ------------------------- |
| Benevento | 1-0       | Pisa      | Benevento, 17 maggio 2022 |
| Pisa      | 1-0       | Benevento | Pisa, 21 maggio 2022      |
|           |           |           |                           |
| Brescia   | 1-2       | Monza     | Brescia, 18 maggio 2022   |
| Monza     | 2-1       | Brescia   | Monza, 22 maggio 2022     |
|           |           |           |                           |

#### Finale
|       | Risultati |       | Luogo e data          |
| ----- | --------- | ----- | --------------------- |
| Monza | 2-1       | Pisa  | Monza, 26 maggio 2022 |
| Pisa  | 3-4 (dts) | Monza | Pisa, 29 maggio 2022  |
|       |           |       |                       |

### Play-out
I play-out si disputano tra la sedicesima e la diciassettesima classificata nella stagione regolare, qualora il distacco in classifica tra queste due squadre non superi i 5 punti, con gara di andata in casa della diciassettesima e gara di ritorno in casa della sedicesima. Il regolamento che stabilisce la squadra vincitrice dei play-out è identico a quello della finale dei play-off per la promozione: in caso di parità al termine delle due partite, si salva la squadra che ha ottenuto il miglior piazzamento nella stagione regolare tra le due (in tal caso la squadra al 16º posto), tuttavia il match verrebbe prolungato ai tempi supplementari ed eventualmente ai calci di rigore qualora le due squadre avessero terminato la stagione regolare a pari punti.
|              | Risultati |              | Luogo e data            |
| ------------ | --------- | ------------ | ----------------------- |
| L.R. Vicenza | 1-0       | Cosenza      | Vicenza, 12 maggio 2022 |
| Cosenza      | 2-0       | L.R. Vicenza | Cosenza, 20 maggio 2022 |
|              |           |              |                         |

## Statistiche

### Squadre

#### Capoliste solitarie
|    | —— | —— | ——   | ——   | ——   | ——   | ——   | ——   | ——   | ——   | ——      | ——      | ——  | ——  | ——   | ——   | ——   | ——   | ——    | ——    | ——    | ——  | ——  | ——  | ——  | ——  | ——  | ——  | ——        | ——        | ——        | ——        | ——  | ——  | ——    | ——    | ——    | —— |  |
|    |    |    | Pisa | Pisa | Pisa | Pisa | Pisa | Pisa | Pisa | Pisa | Brescia | Brescia | Pis | Bre | Pisa | Pisa | Pisa | Pisa | Lecce | Lecce | Lecce | Cre | Lec | Bre |     | Lec |     | Pis | Cremonese | Cremonese | Cremonese | Cremonese | Lec | Cre | Lecce | Lecce | Lecce |    |  |
|    |    |    |      |      |      |      |      |      |      |      |         |         |     |     |      |      |      |      |       |       |       |     |     |     |     |     |     |     |           |           |           |           |     |     |       |       |       |    |  |
|    |    |    |      |      |      |      |      |      |      |      |         |         |     |     |      |      |      |      |       |       |       |     |     |     |     |     |     |     |           |           |           |           |     |     |       |       |       |    |  |
| 1ª | 2ª | 3ª | 4ª   | 5ª   | 6ª   | 7ª   | 8ª   | 9ª   | 10ª  | 11ª  | 12ª     | 13ª     | 14ª | 15ª | 16ª  | 17ª  | 18ª  | 19ª  | 20ª   | 21ª   | 22ª   | 23ª | 24ª | 25ª | 26ª | 27ª | 28ª | 29ª | 30ª       | 31ª       | 32ª       | 33ª       | 34ª | 35ª | 36ª   | 37ª   | 38ª   |    |  |

#### Classifica in divenire
|              | 1ª | 2ª | 3ª | 4ª | 5ª | 6ª | 7ª | 8ª | 9ª | 10ª | 11ª | 12ª | 13ª | 14ª | 15ª | 16ª | 17ª | 18ª | 19ª | 20ª | 21ª | 22ª | 23ª | 24ª | 25ª | 26ª | 27ª | 28ª | 29ª | 30ª | 31ª | 32ª | 33ª | 34ª | 35ª | 36ª | 37ª | 38ª |
|              |    |    |    |    |    |    |    |    |    |     |     |     |     |     |     |     |     |     |     |     |     |     |     |     |     |     |     |     |     |     |     |     |     |     |     |     |     |     |
| ------------ | -- | -- | -- | -- | -- | -- | -- | -- | -- | --- | --- | --- | --- | --- | --- | --- | --- | --- | --- | --- | --- | --- | --- | --- | --- | --- | --- | --- | --- | --- | --- | --- | --- | --- | --- | --- | --- | --- |
| Alessandria  | 0  | 0  | 0  | 0  | 0  | 1  | 4  | 4  | 7  | 8   | 8   | 8   | 11  | 14  | 14  | 14  | 17  | 17  | 17  | 20  | 21  | 22  | 23  | 23  | 23  | 23  | 24  | 25  | 25  | 25  | 25  | 26  | 26  | 29  | 32  | 33  | 34  | 34  |
| Ascoli       | 3  | 6  | 9  | 9  | 12 | 12 | 13 | 14 | 14 | 14  | 15  | 18  | 21  | 22  | 25  | 26  | 26  | 26  | 29  | 32  | 32  | 33  | 36  | 39  | 39  | 42  | 42  | 43  | 46  | 49  | 49  | 52  | 52  | 55  | 58  | 59  | 62  | 65  |
| Benevento    | 3  | 3  | 4  | 7  | 10 | 11 | 12 | 13 | 16 | 19  | 19  | 19  | 19  | 22  | 25  | 28  | 31  | 34  | 35  | 35  | 36  | 37  | 37  | 40  | 43  | 46  | 47  | 47* | 50  | 51  | 51  | 54  | 57  | 60  | 63  | 63  | 63  | 63  |
| Brescia      | 3  | 6  | 9  | 10 | 11 | 14 | 14 | 14 | 17 | 18  | 21  | 24  | 27  | 27  | 30  | 30  | 33  | 34  | 37  | 38  | 39  | 40  | 43  | 44  | 47  | 48  | 51  | 51  | 52  | 53  | 54  | 57  | 58  | 61  | 62  | 63  | 63  | 66  |
| Cittadella   | 3  | 6  | 6  | 9  | 9  | 9  | 12 | 13 | 13 | 13  | 16  | 19  | 20  | 21  | 22  | 25  | 28  | 29  | 29* | 30  | 32* | 32  | 35  | 35  | 38  | 41  | 42  | 42  | 43  | 44  | 44  | 44  | 45  | 48  | 48  | 49  | 52  | 52  |
| Como         | 1  | 2  | 2  | 2  | 2  | 3  | 6  | 9  | 10 | 13  | 16  | 19  | 19  | 20  | 21  | 21  | 24  | 25  | 25  | 26  | 27  | 28  | 31  | 34  | 34  | 35  | 36  | 36  | 37  | 38  | 41  | 44  | 44  | 44  | 44  | 44  | 47  | 47  |
| Cosenza      | 0  | 0  | 3  | 4  | 7  | 10 | 10 | 11 | 11 | 14  | 14  | 14  | 15  | 15  | 15  | 15  | 16  | 16  | 16* | 16  | 18* | 19  | 19  | 19  | 20  | 23  | 23  | 23* | 23  | 24  | 24  | 24  | 25  | 25  | 28* | 31  | 32  | 35  |
| Cremonese    | 3  | 3  | 6  | 9  | 9  | 12 | 15 | 16 | 16 | 17  | 18  | 19  | 22  | 22  | 23  | 26  | 29  | 32  | 35  | 35  | 38  | 41  | 44  | 45  | 46  | 49  | 50  | 53  | 53  | 56  | 59  | 60  | 63  | 63  | 66  | 66  | 66  | 69  |
| Crotone      | 1  | 1  | 2  | 3  | 3  | 3  | 4  | 7  | 7  | 7   | 7   | 8   | 8   | 8   | 8   | 8   | 8   | 11  | 11* | 12  | 14* | 14  | 14  | 14  | 15  | 15  | 15  | 16  | 16  | 19  | 19  | 20  | 21  | 21  | 22  | 25  | 26  | 26  |
| Frosinone    | 1  | 4  | 5  | 8  | 9  | 10 | 10 | 11 | 14 | 15  | 18  | 21  | 22  | 23  | 24  | 25  | 25  | 28  | 31  | 34  | 37  | 37  | 37  | 38  | 41  | 41  | 44  | 45  | 48  | 48  | 51  | 51  | 51  | 54  | 55  | 58  | 58  | 58  |
| Lecce        | 0  | 1  | 2  | 5  | 8  | 11 | 14 | 15 | 16 | 17  | 20  | 23  | 24  | 25  | 28  | 31  | 31  | 31* | 34  | 37  | 41* | 42  | 43  | 46  | 46  | 49  | 52  | 53  | 54  | 55  | 56  | 59  | 62  | 65  | 65  | 68  | 68  | 71  |
| L.R. Vicenza | 0  | 0  | 0  | 0  | 0  | 0  | 3  | 3  | 3  | 4   | 4   | 4   | 4   | 7   | 7   | 7   | 7   | 7   | 7*  | 8   | 11* | 12  | 13  | 14  | 15  | 18  | 18  | 21  | 21  | 21  | 24  | 24  | 25  | 25  | 25  | 28  | 31  | 34  |
| Monza        | 1  | 4  | 5  | 6  | 6  | 9  | 9  | 10 | 13 | 14  | 17  | 18  | 21  | 22  | 25  | 28  | 31  | 31  | 32  | 35  | 35  | 38  | 41  | 41  | 44  | 44  | 45  | 48  | 51  | 54  | 57  | 57  | 60  | 63  | 64  | 64  | 67  | 67  |
| Parma        | 1  | 4  | 7  | 7  | 7  | 8  | 9  | 10 | 10 | 13  | 16  | 16  | 17  | 18  | 18  | 19  | 20  | 23  | 23* | 23  | 25* | 28  | 28  | 28  | 29  | 32  | 33  | 34  | 35  | 38  | 39  | 42  | 45  | 45  | 45  | 45  | 46  | 49  |
| Perugia      | 3  | 3  | 4  | 5  | 8  | 9  | 10 | 13 | 14 | 14  | 17  | 17  | 20  | 21  | 22  | 25  | 26  | 27  | 28  | 28  | 31  | 34  | 37  | 38  | 41  | 41  | 41  | 42  | 45  | 46  | 46  | 47  | 48  | 49  | 52  | 55  | 55  | 58  |
| Pisa         | 3  | 6  | 9  | 12 | 15 | 16 | 19 | 19 | 20 | 21  | 22  | 22  | 25  | 28  | 29  | 32  | 35  | 38  | 38  | 39  | 40  | 41  | 42  | 45  | 46  | 46  | 49  | 52  | 55  | 55  | 58  | 58  | 59  | 60  | 63  | 63  | 64  | 67  |
| Pordenone    | 0  | 0  | 0  | 0  | 1  | 1  | 1  | 1  | 2  | 2   | 3   | 3   | 3   | 4   | 7   | 7   | 8   | 8   | 8   | 11  | 12  | 12  | 12  | 12  | 12  | 12  | 12  | 12  | 13  | 13  | 14  | 14  | 17  | 17  | 17  | 17  | 18  | 18  |
| Reggina      | 1  | 4  | 5  | 8  | 9  | 10 | 10 | 13 | 16 | 19  | 19  | 22  | 22  | 22  | 22  | 22  | 22  | 23  | 23  | 23  | 23  | 26  | 29  | 32  | 32  | 35  | 38  | 39  | 39  | 40  | 43  | 44  | 44  | 44  | 47  | 46* | 46  | 46  |
| SPAL         | 0  | 3  | 4  | 4  | 7  | 7  | 8  | 9  | 10 | 13  | 13  | 14  | 14  | 17  | 17  | 20  | 20  | 20  | 21  | 22  | 23  | 23  | 23  | 24  | 27  | 27  | 28  | 31  | 31  | 32  | 32  | 33  | 34  | 34  | 35  | 36  | 39  | 42  |
| Ternana      | 0  | 0  | 0  | 1  | 4  | 7  | 7  | 10 | 13 | 13  | 13  | 16  | 17  | 18  | 21  | 22  | 22  | 23  | 23  | 24  | 27  | 28  | 28  | 31  | 31  | 31  | 34  | 34  | 37  | 38  | 41  | 44  | 44  | 47  | 48  | 51  | 54  | 54  |

NOTA: l'asterisco indica che l'incontro è stato rinviato o sospeso ed è presente sia in corrispondenza del turno rinviato sia in corrispondenza del turno immediatamente successivo al recupero: esso serve a segnalare che, nella stessa giornata successiva al recupero, la formazione vincente dispone di un punteggio maggiore. L'asterisco non compare con la squadra che esce sconfitta dal recupero (né in corrispondenza del rinvio, né per il recupero stesso), invece è da usare con entrambe le squadre se il recupero termina con un pareggio: in caso di pareggio o vittoria nella partita del recupero, può comportare un incremento potenziale "anomalo" (cioè di 2 punti o superiore ai 3 punti) nella giornata seguente dove il punteggio terrà conto di entrambe le partite (quella recuperata nel turno precedente e quella regolarmente giocata nel turno successivo: pareggio-pareggio = 2 punti; pareggio-vittoria o vittoria-pareggio = 4 punti; vittoria-vittoria = 6 punti).

#### Classifiche di rendimento

##### Rendimento andata-ritorno
| Andata       | Andata | Ritorno      | Ritorno |
|              |        |              |         |
| Pisa         | 38     | Ascoli       | 36      |
| Lecce        | 37     | Monza        | 35      |
| Brescia      | 37     | Lecce        | 34      |
| Benevento    | 35     | Cremonese    | 34      |
| Cremonese    | 35     | Ternana      | 31      |
| Monza        | 32     | Perugia      | 30      |
| Frosinone    | 31     | Brescia      | 29      |
| Cittadella   | 30     | Pisa         | 29      |
| Ascoli       | 29     | Benevento    | 28      |
| Perugia      | 28     | Frosinone    | 27      |
| Como         | 25     | Parma        | 25      |
| Parma        | 24     | L.R. Vicenza | 24      |
| Reggina      | 23     | Cittadella   | 22      |
| Ternana      | 23     | Como         | 22      |
| SPAL         | 21     | Reggina      | 22 (-2) |
| Alessandria  | 17     | SPAL         | 21      |
| Cosenza      | 17     | Cosenza      | 18      |
| Crotone      | 12     | Alessandria  | 17      |
| L.R. Vicenza | 10     | Crotone      | 14      |
| Pordenone    | 8      | Pordenone    | 10      |

##### Rendimento casa-trasferta
| Casa         | Casa | Trasferta    | Trasferta |
|              |      |              |           |
| Lecce        | 44   | Ascoli       | 35        |
| Monza        | 43   | Brescia      | 34        |
| Cremonese    | 39   | Perugia      | 32        |
| Pisa         | 38   | Cremonese    | 30        |
| Frosinone    | 36   | Benevento    | 29        |
| Benevento    | 34   | Pisa         | 29        |
| Brescia      | 32   | Lecce        | 27        |
| Ascoli       | 30   | Cittadella   | 26        |
| Ternana      | 29   | Como         | 25        |
| Reggina      | 29   | Parma        | 25        |
| Cosenza      | 27   | Ternana      | 25        |
| Cittadella   | 26   | Monza        | 24        |
| Perugia      | 26   | Frosinone    | 22        |
| Parma        | 24   | SPAL         | 22        |
| Como         | 22   | Reggina      | 19        |
| Alessandria  | 21   | L.R. Vicenza | 14        |
| SPAL         | 20   | Alessandria  | 13        |
| L.R. Vicenza | 20   | Cosenza      | 8         |
| Crotone      | 20   | Crotone      | 6         |
| Pordenone    | 13   | Pordenone    | 5         |

#### Primati stagionali
Squadre
- Maggior numero di vittorie: Cremonese (20)
- Maggior numero di pareggi: Parma e Perugia (16)
- Maggior numero di sconfitte: Pordenone (26)
- Minor numero di vittorie: Pordenone (3)
- Minor numero di pareggi: L.R. Vicenza (7)
- Minor numero di sconfitte: Lecce (5)
- Miglior attacco: Benevento (62 gol fatti)
- Peggior attacco: Pordenone (29 gol fatti)
- Miglior difesa: Lecce (31 gol subiti)
- Peggior difesa: Pordenone (71 gol subiti)
- Miglior differenza reti: Lecce (+28)
- Peggior differenza reti: Pordenone (-42)
- Miglior serie positiva: Lecce (15, 2ª-16ª giornata)
- Peggior serie negativa: Pordenone (7, 22ª-28ª giornata)
- Maggior numero di vittorie consecutive: Benevento (5, 14ª-18ª giornata) e Pisa (5, 1ª-5ª giornata)

Partite
- Partita con più gol: Ternana-Frosinone 4-4 (8, 35ª giornata)
- Maggior scarto di gol: SPAL-Pordenone, Ternana-L.R. Vicenza e Benevento-Como 5-0 (5 - 2ª, 9ª, 25ª giornata)
- Maggior numero di reti in una giornata: 35 (2ª e 5ª giornata)
- Maggior numero di espulsioni in una giornata: 5 (18ª, 29ª e 33ª giornata)

### Individuali

#### Classifica marcatori
| Gol | Rigori |  | Giocatore           | Squadra     |
| --- | ------ |  | ------------------- | ----------- |
| 20  | 6      |  | Massimo Coda        | Lecce       |
| 14  | 1      |  | Alfredo Donnarumma  | Ternana     |
| 14  |        |  | Gabriel Strefezza   | Lecce       |
| 14  |        |  | Franco Vázquez      | Parma       |
| 12  | 2      |  | Simone Corazza      | Alessandria |
| 11  | 6      |  | Mirko Marić         | Crotone     |
| 11  | 2      |  | Gianluca Lapadula   | Benevento   |
| 11  |        |  | Dany Mota           | Monza       |
| 10  | 5      |  | Enrico Baldini      | Cittadella  |
| 10  | 4      |  | Manuel De Luca      | Perugia     |
| 10  | 4      |  | Mattia Valoti       | Monza       |
| 10  | 1      |  | Alberto Cerri       | Como        |
| 10  | 1      |  | Gabriel Charpentier | Frosinone   |